# Jack, Sam and Pete
Jack, Sam and Pete ist ein 1919 entstandener Stummfilm-Western. Hauptdarsteller Percy Moran führte als Jack Daring auch Regie nach den damals populären Jugendgeschichten von S. Clarke-Hook. In ihm retten drei Cowboys, darunter mit Pete auch ein schwarzer Held, dargestellt von einem der ersten schwarzen Darsteller Großbritanniens, Earnest Trimmingham, ein entführtes Kind vor einer Bande, die einen Schatz mit Juwelen hortet. In der Zeitschrift The Bioscope wurde der Film als „rührende Umsetzung einer Sensationsgeschichte für Jugendliche“ bezeichnet, als „Westerndrama mit britischem Umfeld.“
Moran war als Jack Daring ein Star einer Vorkriegs-Serie gewesen; die Verwendung dieses Pseudonyms deutet auf den Versuch hin, einen neuen Serienhelden zu etablieren.